# Gynophorea
Gynophorea là chi thực vật có hoa trong họ Cải.